# 小野次郎 (政治家)
小野 次郎（おの じろう、1953年8月7日 - ）は、日本の政治家、元警察官僚、外交官。
内閣総理大臣秘書官（小泉内閣）、衆議院議員（1期）、参議院議員（1期）、結いの党幹事長、維新の党総務会長、同政務調査会長、民進党副代表等を歴任した。

## 経歴
1953年、東京都板橋区に生まれる。本籍は山梨県北杜市明野町。親の転勤とともに宮城県仙台市に転居、仙台市立国見小学校入学、仙台市立木町通小学校卒業。宮城教育大学附属中学校に在籍。
1968年、再び東京に転居。1969年、保谷市立青嵐中学校卒業。1972年、東京教育大学附属駒場高等学校卒業。
1976年、東京大学法学部卒業・警察庁入庁。入庁後、1979年、人事院長期在外研究員としてフランス・アンジェ大学留学、1981年、法学修士号授与。帰国後、茨城県警察本部刑事部捜査第二課長。
1986年、外務省に出向、在フランス大使館一等書記官、1989年、帰国。同年、フランス国より国家功労勲章オフィシェ章を授与される。
1989年、警視庁教養課長、同防犯総務課長、1991年、北海道警察本部総務部長、1993年警察庁銃器対策室長/課長、1995年、同国際第二課長、1998年、鹿児島県警察本部長、2000年、警察庁暴力団対策第一課長を歴任。 
2001年より、内閣総理大臣秘書官を小泉内閣発足時から4年4か月務めた。
この他、一般社団法人日本企業危機管理協会会長、公益財団法人澤田経営道場理事、一般社団法人ヒューマン＆アニマル・ライツ機構副会長を務める。

### 政界入り
2005年、秘書官を辞任して同年9月の第44回衆議院議員総選挙に自由民主党公認で山梨3区より出馬。小選挙区では敗れるが比例南関東ブロックで復活し初当選。当選後、自民党新人議員による「83会」の幹事を務め、また自ら立ち上げた「無派閥新人議員の会」の代表幹事に就任するなど、党内新人議員のまとめ役を務めた。
2008年6月には、「税金の無駄遣いを一円たりとも許さない若手議員の会」代表として、「特別会計の廃止」など行財政改革に関する10項目の提言を行った。
2009年3月、定額給付金支給関連法案の衆議院再議決に際して、「国民の支持が得られていない」として本会議場から退席し採決を棄権した。
同年8月の第45回衆議院議員総選挙に自民党公認で立候補したが落選。
2010年1月、自民党を離党。無所属となった後、みんなの党代表の渡辺喜美から要請を受け、入党。
同年7月の第22回参議院議員通常選挙にみんなの党公認で比例区から出馬し、当選。
2011年以降、小野が筆頭発議者となって以下の法律案を国会（参議院）に提出した（複数回再提出を含む）。
1. 政治主導の確立のための国の行政機構の改革に関する法律案、
2. 地方公共団体の議会の議員及び長の選挙期日等の臨時特例に関する法律の一部を改正する法律案、
3. 東日本大震災復興の基本理念及び特別の行政体制に係る基本方針等に関する法律案、
4. 国家公務員の給与の減額措置等による国家公務員の人件費の総額の削減に関する法律案、
5. 特定放射能汚染地域土地借上げ・買取り法案（略称）（以上2011年）
6. 国民が会計監査を請求できる国民監査法案（略称）、
7. 会計上の犯罪容疑に付き会計検査院の告発を定める「会計検査院法改正案」、
8. 悪質な権利侵害の場合に公務員個人に対する賠償請求を認める「国家賠償法改正案」、
9. 通学区内の児童の安全確保を図る「児童の通学安全対策の推進に関する法律案」（以上2012年）
10. 犯罪被害給付を海外における邦人被害に拡大する犯罪被害給付金支給法改正案（2013年）
11. 「武力攻撃危機事態」などを設ける自衛隊法等改正4法案
12. 「国際平和共同対処事態」における人道復興支援活動等に関する法律案
13. 領域警備法案
14. 周辺事態法改正案
15. PKO法改正案（以上2015年）

2013年12月、江田憲司らとともにみんなの党を離党。結いの党結成にともない幹事長就任。
2014年9月、結いの党と日本維新の会が合流して維新の党を結成。2015年9月より党総務会長。同年12月に維新の党代表選挙に立候補したが、現職の松野頼久に敗れた。代表選後党政調会長に就任。
2016年3月、維新の党が解党し、民進党に合流した際には、小野ら旧みんなの党比例選出の維新の党の参議院議員は国会法の規定により、民進党には参加できず、院内会派「民進党・新緑風会」への参加にとどまったが、「共同会派に所属する国会議員で、党所属議員でない者に役員、役職を委嘱できる」との規約が無所属となった議員への配慮として盛り込まれたため、無所属でありながら民進党副代表に就任した。
7月、第24回参議院議員通常選挙において、民進党公認で比例区より立候補し、46,213票(20/22位)で落選。
同年9月、民進党における役職を辞任し、党員でもなかったため自動的に党から離れた。
2021年10月、同月に行われる第49回衆議院議員総選挙において立憲民主党の南関東ブロック単独候補となったことが発表された。単独29位で出馬したものの落選。
2023年、旭日中綬章受章。

## 政策・主張
- 2010年の読売新聞のアンケートにおいて、選択的夫婦別姓制度について「どちらともいえない」と回答[10]。
- 2010年の参議院選挙前に行われた立候補者意識調査において、公立高校の一律無償化、道州制の導入、国会議員の靖国参拝、国会議員定数の削減に賛成と答えた[11][12][13][14]。法人税率の引き上げ、外国人への参政権付与、死刑廃止には反対と答えた[15][16][17]。
- 2015年5月18日の参院本会議における代表質問では、安全保障関連法案に関して、「歯止めのない軍事同盟路線という疑念を差し挟むものだ」と厳しく批判した[18]。
- 2018年12月29日、韓国駆逐艦レーダー照射事件に関して小野は、「映像は我が方言い分よりも、韓国側の緊迫した一触即発の状況が良く分かる」「北朝鮮船舶に作戦行動中の軍艦に訳もなく接近するのは極めて危険で不見識」だとして、海上自衛隊のP-1哨戒機の乗員を批判した[19]。

## 人物
- 内閣総理大臣秘書官時代の小野について、飯島勲によれば2001年8月に小泉総理が靖国神社参拝後に発表予定だった総理談話を外務省に漏れるとわかっている人物にリークした。また、2001年9月11日にアメリカ合衆国で発生したアメリカ同時多発テロ事件の際に酩酊しており、携帯電話の届かない地下にいたために連絡が取れなかった。5年半に及ぶ小泉政権の間、事務秘書官の中で、途中で交代したのは小野だけだという[20]。
- さらに小野は、自らが秘書官職から離れた後も総理の靖国参拝の前に後任となった警察庁出身の秘書官に対して、「絶対に8月15日に行かせるな」と電話で伝えてきたという[20]。この件について小野は、「政治家になる前の仕事について軽口を叩いてはいけないと自戒。黒子は黒子のこと故、批判や指摘は謙虚に受け止めたい」と発言している[21]。

## 文献
- フレンチローストの薫るとき（立花書房 1991年）
- 官邸の深層 総理秘書官小野次郎（大下英治著：改訂版非売品　2012年）